# Gøsta Esping-Andersen
Gøsta Esping-Andersen, född 24 november 1947 i Næstved, är en dansk sociolog, professor emeritus i sociologi vid Pompeu Fabra-universitetet i Barcelona, Spanien.
Med boken The Three Worlds of Welfare Capitalism (1990) lanserade Esping-Andersen en typologi runt begreppet "välfärdsregim", som fått stor betydelse för den internationella forskningen om den moderna välfärdskapitalismen.

## De tre välfärdsregimerna
Med välfärdsregim menar Esping-Andersen ett robust komplex av samhälleliga institutioner och politiskt bärande allianser mellan klasser och skikt, som reproducerar en viss samhällsformation på ett spårbundet sätt.
1. I en liberal välfärdsregim är det huvudsakligen marknaden som fördelar resurser, sociala tjänster och försäkringsskydd. Den offentliga socialpolitiken är mager och inriktad på de fattigaste. En stor privat och lågavlönad tjänstesektor ger förutsättningar för ett högt kvinnligt arbetskraftsdeltagande, dels genom att kvinnor kan finna sysselsättning där, dels för att den ger möjlighet till avlastning från hushållsarbete. Inkomstskillnaderna är betydande. Politiskt bärs regimen upp av en allians mellan bättre ställda mellanskikt och en burgen överklass som gynnas av marknadens fördelning av resurser, medan den fattigare tredjedelen marginaliseras såväl politiskt som ekonomiskt ("tvåtredjedelssamhälle"). Det främsta exemplet på en liberal välfärdsstat är Storbritannien.
2. I en konservativ välfärdsregim har staten ett betydande engagemang i socialförsäkringar, men i korporativa former med skilda kassor för olika yrkesgrupper vilka samfinansieras mellan staten, arbetsgivarna och individerna. Ersättningar utges efter inbetalningar i respektive kassa, vilket innebär att systemet reproducerar eller till och med förstärker inkomstskillnader mellan olika klasser och skikt. I denna regim betonas familjens roll starkt och kvinnors arbetskraftsdeltagande är lågt, vilket subventioneras av skattesystemet. Huvuddelen av de sociala tjänsterna utförs som obetalt hushållsarbete och den offentliga tjänstesektorn är liten. Politiskt bärs regimen av en allians mellan män med etablerad ställning i arbetslivet från såväl arbetarklassens övre skikt, medelklassen och små och medelstora företagare. Exempel är Tyskland, Italien och Japan.
3. Den tredje regimtypen, den socialdemokratiska, kännetecknas av generella socialförsäkringssystem i offentlig regi. Ersättningarna är inkomstrelaterade men skiljer sig från den konservativa regimen genom "golv" och "tak" i systemen, det vill säga medborgarskapsbaserade grundersättningar och en övre gräns för ersättningsnivån. De sociala tjänsterna utförs i huvudsak som skattefinansierade offentliga tjänster. Skatter och ersättningar är baserade på individen, och kvinnor har ett högt arbetskraftsdeltagande. Socialpolitiken är omfördelande och utjämnande. Den politiskt bärande alliansen är mellan arbetarklassen i vid mening och mellanskikten. Regimen kan sägas knyta mellanskiktens intressen till arbetarklassens samtidigt som den utsträcker mellanskiktens standardnorm till arbetarna. Inkomstskillnaderna är måttliga, i synnerhet efter skatter och bidrag. Denna regimtyp finns i de nordiska länderna.

## Typologins relevans
Esping-Andersens typologi har rönt stor uppmärksamhet i forskningen, och åtskilliga varianter har presenterats av olika författare. Från feministiskt håll riktades dock kritik mot begreppet välfärdsregim, då det ansågs överbetona relationerna mellan stat–marknad–individ och fästa för lite avseende vid relationerna stat–familj–individ och marknad–familj–individ. Som svar på denna kritik har Esping-Andersen börjat använda begreppet defamiljarisering i analysen av välfärdsregimerna, dvs. i vilken grad de frigör från beroendet av familjen, som en parallell till begreppet dekommodifiering, som beskriver frigörelsen från marknadsberoendet. 
Det kan diskuteras i vilken grad begreppet socialdemokratisk välfärdsregim fortfarande är en giltig beskrivning av förhållandena i de nordiska länderna. I Sverige, som var det främsta exemplet för Esping-Andersen 1990, råder sedan krisen i början av 1990-talet inte längre full sysselsättning, och det har uppkommit en insider/outsider-problematik med långtidsarbetslöshet och utsortering av människor i långtidssjukskrivning och förtidspension. I Danmark, Norge och Sverige har socialdemokratins politiska hegemoni brutits av olika borgerliga konstellationer. Internationella jämförande studier visar dock att de nordiska länderna alltjämt uppvisar distinkta drag av en samhällsmodell med mer jämlika villkor när det gäller tillgång till sociala tjänster, trygghetssystem och inkomstfördelning efter skatter och bidrag.